# Szilícium-dioxid
A szilícium-dioxid (köznyelven kova, gyakorta meglehetősen pongyola elnevezéssel kovasav) a szilícium oxigénnel alkotott vegyülete, melynek képlete SiO2. Leggyakoribb ásványa és egyúttal a földkéreg leggyakoribb ásványa a kvarc, egyéb ásványai: opál, kalcedon, jáspis stb. Tengeri üledékekben amorf kova is előfordul; ilyenek például a bizonyos fajta mészkövekben megjelenő tűzkőgumók. Valamennyi meglehetősen kemény anyag; a kvarc keménységét már a 9. században is említik. A természetben leggyakrabban a közönséges homokban található meg. Elsősorban az üveggyártásban, valamint a beton készítésénél alkalmazzák.

## Kémiai tulajdonságok
Szobahőmérsékleten viszonylag hosszú idő alatt a szilícium felületén egy rendkívül vékony, körülbelül 1 nanométer vastagságú (10 Å) oxidréteg képződik. A folyamatot fel lehet gyorsítani hevítéssel, és tiszta oxigénnel. Ez a folyamat rendkívül jól szabályozható, ami a mikroelektronikai eszközök készítésénél alapvető elvárás.

## Felhasználási területei
A szilícium-dioxid az egyik legszélesebb körben felhasznált vegyület. Főbb alkalmazási területei: 
- olcsó, tömeggyártásban készült poharak, ablaküvegek, üvegpalackok stb. készítése
- kerámiák alapanyaga
- cementgyártás alapanyaga
- az élelmiszeriparban csomósodást gátló anyagként, fehérjék sörből, valamint borból történő eltávolítására, és habzásfékezőként alkalmazzák. Előfordulhat továbbá szárított élelmiszerekben, ahol víz megkötésére használják. Napi maximum beviteli mennyisége nincs meghatározva. Szájon át a szervezetbe kerülve nincs ismert mellékhatása.
- a mikroelektronikában a legfontosabb vegyületek közé tartozik, mert rendkívül vékony rétegben is kiváló szigetelőképességgel rendelkezik. Ennek segítségével lehet a mikrométeres mérettartományban működő vezetékeket, integrált áramköröket és kondenzátorokat készíteni.
- az aerogél egyik formájának alapanyaga
- a DNS- és az RNS-kinyerés során is alkalmazzák, mert megköti a nukleinsavakat.
- egyes gyógyszerek esetén habzásgátlóként alkalmazzák
- egyes fogkrémekben is megtalálható.
- abroncsgyártás során a prémium kategóriájú abroncsok egyik alkotó eleme, csökkenti az abroncs gördülési ellenállását

## Egészségügyi hatások

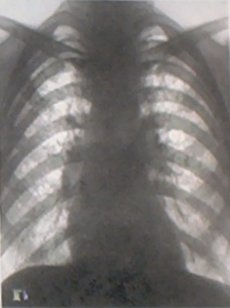
Szilikózisban szenvedő ember mellkasi röntgenfelvétele

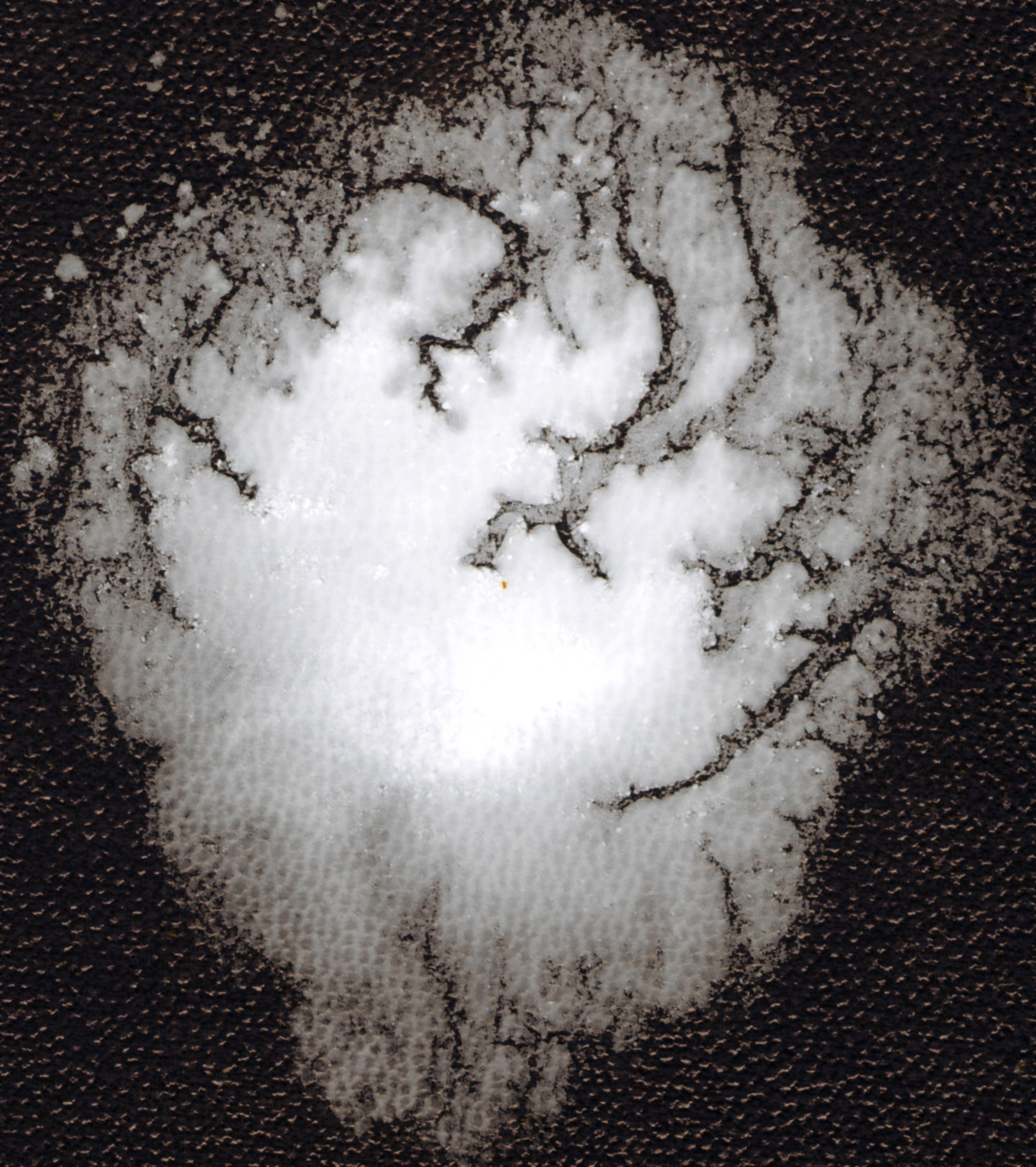
130 m²/g felületű szilícium-dioxid por

A finom szilícium-dioxid porának belélegzése hosszú távon (még alacsony, 0,1 mg/m³ koncentráció esetén is) szilikózist, bronchitist, valamint egyes esetekben rákot okozhat. A belélegzett molekulák a tüdőbe kerülve megtapadnak annak belső felületén, és folyamatosan ingerlik a nyálkahártyát. Ez az irritáció az idő múlásával sem csökken, ugyanis a szilícium-dioxid nem távozik onnan. Gyerekek vagy asztmások esetében a tünetek sokkal hamarabb jelentkezhetnek.
A szilícium-dioxid más módon a szervezetbe kerülve teljesen ártalmatlan vegyület. Nem lép reakcióba semmivel sem, a szájon át bekerült mennyiség általában minden mellékhatás nélkül, a széklettel távozik. Nagy mennyiségben megkötheti a vizet, ezáltal enyhe székrekedést okoz. Semmiféle mérgező hatása, és semmi tápértéke sincs.